# Verbier
Verbier (toponimo francese) è una frazione di 3 296 abitanti del comune svizzero di Bagnes, nel Canton Vallese (distretto di Entremont).

## Geografia fisica
Verbier si trova nella valle di Bagnes.

## Monumenti e luoghi d'interesse
- Chiesa parrocchiale cattolica di San Bartolomeo, eretta nel 1973[1];
- Chiesa riformata, eretta nel 1954[1];
- Chiesa cattolica di Nostra Signora, eretta nel 1969[1];
- Cappella, attestata dal 1686[1].

## Società

### Evoluzione demografica
L'evoluzione demografica è riportata nella seguente tabella:
Abitanti censiti

## Cultura
Dal 1994 ospita il Festival di Verbier, una rassegna del cartellone europeo di musica classica, operistica e sinfonica, che ha ospitato, nelle passate edizioni, artisti come Martha Argerich, Daniil Trifonov, Khatia Buniatishvili, Alice Sara Ott, Yuja Wang, Evgenij Kisin, Zubin Mehta, e altri.

## Amministrazione
Ogni famiglia originaria del luogo fa parte del cosiddetto comune patriziale e ha la responsabilità della manutenzione di ogni bene ricadente all'interno dei confini della frazione.

## Sport

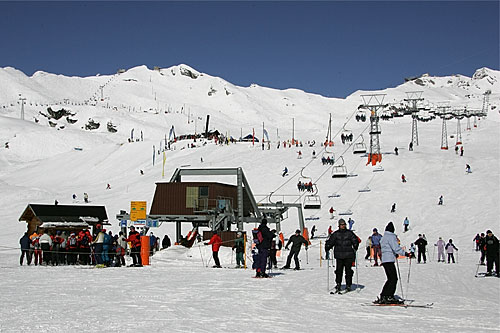
Una pista sciistica a La Chaux

Stazione sciistica sviluppatasi a partire dagli 1930-1940, ha ospitato fra l'altro varie competizioni di sci alpino (Mondiali juniores 2001, tappe della Coppa del Mondo), di sci alpinismo (Mondiali 2015, Patrouille des Glaciers) e di sci di velocità (Mondiali 2007, Mondiali 2011) ed esibizioni di freeride (Freeride World Tour).
Ha anche ospitato il Campionato del mondo di parapendio nel 1987 (in veste non ufficiale) e nel 1993 ed è stata arrivo di varie tappe del Tour de Suisse e di una del Tour de France 2009 di ciclismo.